# Olympische Jugend-Sommerspiele 2018/Teilnehmer (Zypern)
| Gelbes Symbol für Goldmedaillen mit stilisierten Olympischen Ringen | Graues Symbol für Silbermedaillen mit stilisierten Olympischen Ringen | Braundes Symbol für Bronzemedaillen mit stilisierten Olympischen Ringen |
| ------------------------------------------------------------------- | --------------------------------------------------------------------- | ----------------------------------------------------------------------- |
| —                                                                   | —                                                                     | —                                                                       |

Die Jugend-Olympiamannschaft aus Zypern für die III. Olympischen Jugend-Sommerspiele vom 6. bis 18. Oktober 2018 in Buenos Aires (Argentinien) bestand aus sechs Athleten.

## Athleten nach Sportarten

### Breakdance
Mädchen
- Eirini Tanou „Ivy“
Einzel: 6. Platz
Mixed: 12. Platz (mit Mathieu du Ruisseau „D-Matt“  Kanada)

### Judo
Jungen
- Giorgios Balarzishvili
Klasse bis 66 kg: 13. Platz
Mixed: 5. Platz (im Team Los Angeles)

### Leichtathletik
Jungen
- Nikolaos Kesidis
Hammerwurf: 13. Platz

### Schwimmen
Mädchen
- Kalia Antoniou
50 m Freistil: 9. Platz
100 m Freistil: 12. Platz
50 m Rücken: 19. Platz
- Alexandra Schegoleva
50 m Schmetterling: 16. Platz
100 m Schmetterling: 27. Platz

### Turnen

#### Rhythmische Sportgymnastik
Mädchen
- Anastasia Pingkou
Einzel: 28. Platz
Mixed: 10. Platz (im Team Braun)